# Grenågade
Grenågade er en gade beliggende på Østerbro i København. Gaden løber mellem Nordre Frihavnsgade og Gammel Kalkbrænderi Vej.

## Baggrund og navngivning
Grenågade er opkaldt efter den østjyske by Grenaa og følger den tradition på Østerbro, hvor mange gader er navngivet efter danske provinsbyer. Gaden blev anlagt omkring 1890.